# Olympische Sommerspiele 1896
| Platz | Mannschaft                 | Silber | Bronze | 3. Platz | Gesamt |
| ----- | -------------------------- | ------ | ------ | -------- | ------ |
| 01    | Vereinigte Staaten (USA)   | 11     | 7      | 2        | 20     |
| 02    | Griechenland (GRE)         | 10     | 18     | 19       | 47     |
| 03    | Deutsches Reich (GER)      | 6      | 5      | 2        | 13     |
| 04    | Frankreich (FRA)           | 5      | 4      | 2        | 11     |
| 05    | Großbritannien (GBR)       | 2      | 3      | 2        | 7      |
| 06    | Ungarn (HUN)               | 2      | 1      | 3        | 6      |
| 07    | Österreich (AUT)           | 2      | 1      | 2        | 5      |
| 08    | Australien (AUS)           | 2      | —      | —        | 2      |
| 09    | Dänemark (DEN)             | 1      | 2      | 3        | 6      |
| 10    | Schweiz (SUI)              | 1      | 2      | —        | 3      |
| 11    | Gemischte Mannschaft (XXZ) | 1      | —      | 1        | 2      |
|       | Gesamt                     | 43     | 43     | 36       | 122    |

Die Olympischen Sommerspiele 1896 (offiziell Spiele der I. Olympiade genannt) fanden vom 6. April bis zum 15. April 1896 in Athen statt. Es waren die ersten Olympischen Spiele, nachdem die Olympischen Spiele der Antike im Jahre 393 vom römischen Kaiser Theodosius I. wegen der Verehrung heidnischer Götter verboten worden waren.
Obwohl die Spiele auch für damalige Verhältnisse kaum sportliche Leistungen der Spitzenklasse erbrachten, wurden sie allgemein als großer Erfolg angesehen und sorgten maßgeblich dafür, dass die Olympischen Spiele sich dauerhaft etablieren konnten. Es nahmen 241 Athleten teil, Frauen waren nicht zugelassen, durften aber, anders als bei den antiken Spielen, zuschauen. Bereits 4 Jahre später in Paris waren dann auch Frauen als Athletinnen zugelassen.
Auch wenn die Olympischen Spiele 1896 verglichen mit heutigen Austragungen sehr klein waren, hatten sie doch eine bis dahin ungekannte Größe für eine Sportveranstaltung.

## Vorgeschichte und Wahl des Austragungsortes

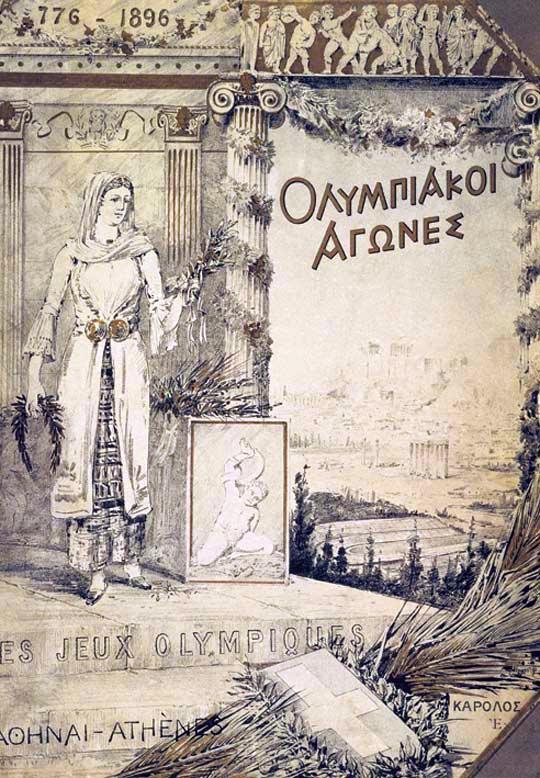
Titelblatt des offiziellen Berichts, fälschlicherweise oft als Plakat bezeichnet

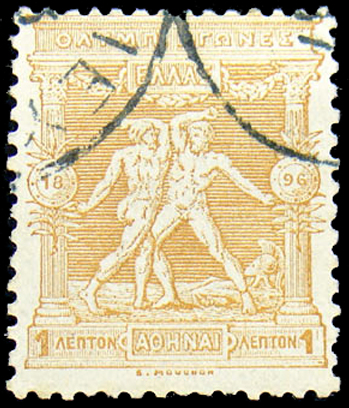
Ausgabe aus der Briefmarkenserie Olympische Spiele 1896

Durch den romantischen Zeitgeist inspiriert, machten verschiedene Personen während des 19. Jahrhunderts Vorschläge zur Wiederbelebung der antiken Olympischen Spiele, 1833 der Dichter und Verleger Panagiotis Soutsos und 1852 der Archäologe Ernst Curtius. Der Unternehmer Evangelos Zappas wollte Olympische Spiele aus eigenen Mitteln umsetzen. Aufgrund politischer Bestrebungen, mit diesen Veranstaltungen auch die Wirtschaft fördern zu wollen, fanden die Olympien als kombiniertes Sportfest mit Industrie- und Landwirtschaftsausstellung statt. König Otto I. hatte das Konzept an das damalige Oktoberfest in München angeglichen. Der angestrebte Vierjahresrhythmus wurde nicht eingehalten, das Fest fand 1859, 1870, 1875 und 1889 statt. Die Möglichkeiten des damals kleinen Königreichs Griechenland waren begrenzt, Sportverbände in anderen Ländern zu überzeugen. Sportfeste nach Vorbild der antiken Olympischen Spiele fanden u. a. auch ab 1850 in England statt.
Der französische Pädagoge und Historiker Pierre de Coubertin präsentierte am 23. Juni 1894 seine Ideen der Olympischen Spiele anlässlich eines Kongresses, der in der Sorbonne von Paris stattfand. An dem Kongress nahmen Delegierte von Sportverbänden aus elf Ländern teil.
Nach dem Beschluss, die Olympischen Spiele wieder aufleben zu lassen, musste der erste Austragungsort bestimmt werden. De Coubertins Wunschvorstellung war es eigentlich, die ersten Spiele der Neuzeit im Jahr 1900 anlässlich der Weltausstellung in Paris auszutragen. Doch die übrigen Delegierten befürchteten, wegen der langen Wartezeit von sechs Jahren könnte das Interesse wieder abflauen. Sie beschlossen deshalb, die ersten Olympischen Spiele bereits 1896 zu veranstalten. Einige Delegierte wünschten London als Austragungsort. Doch nach einem Gespräch mit dem griechischen Delegierten Demetrius Vikelas schlug de Coubertin Athen vor, um Griechenland als Ursprung der Olympischen Spiele zu ehren. Die Delegierten stimmten diesem Vorschlag einstimmig zu und wählten Vikelas zum ersten Präsidenten des neu gegründeten Internationalen Olympischen Komitees (IOC).

## Organisation
Die Nachricht, dass die Olympischen Spiele nach Griechenland zurückkehren sollten, wurde in der griechischen Öffentlichkeit und in den Medien mit Wohlwollen aufgenommen. Das Land hatte jedoch mit finanziellen Problemen zu kämpfen, war wegen ständiger Regierungswechsel politisch instabil und sah sich nicht in der Lage, die nötigen Mittel bereitzustellen. Ende 1894 veröffentlichte das Organisationskomitee einen Bericht, der aufzeigte, dass die Kosten dreimal so hoch ausfallen würden wie ursprünglich von Pierre de Coubertin vorausgesehen. Der Bericht kam zum Schluss, dass die Spiele nicht durchgeführt werden könnten und die Mitglieder des Organisationskomitees boten ihren Rücktritt an.
Kronprinz Konstantin, der die Idee der Olympischen Spiele stets unterstützt hatte, beschloss die Bildung eines neuen Organisationskomitees mit ihm selbst als Vorsitzenden. Nachdem er begonnen hatte, öffentlich für die Spiele zu werben, konnten große Spenden akquiriert werden, einerseits aus Griechenland selbst, andererseits von den bedeutenden griechischen Gemeinschaften in London, Marseille und Istanbul. Auf diese Weise kamen 330.000 Drachmen zusammen. Eine Serie von Sonderbriefmarken brachte weitere 400.000 Drachmen ein, der Verkauf von Eintrittskarten 200.000 Drachmen.
Auch die königliche Familie Griechenlands förderte dieses Ereignis stark. Nikolaus von Griechenland, ein Sohn des griechischen Königs Georg I., war der Präsident der Schießwettbewerbe. Auch weitere Angehörige des Königshauses, zum Beispiel Georg von Griechenland, beteiligten sich an den Vorbereitungen. Auf Wunsch des Kronprinzen übernahm der reiche Geschäftsmann Georgios Averoff sämtliche Kosten für den Neubau des Panathinaiko-Stadions. Insgesamt spendete er etwa 920.000 Drachmen. Um seine Großzügigkeit zu ehren, wurde eine Statue von Averoff geschaffen und einen Tag vor Beginn der Spiele enthüllt. Diese steht noch heute vor dem Stadion.

## Veranstaltungsort

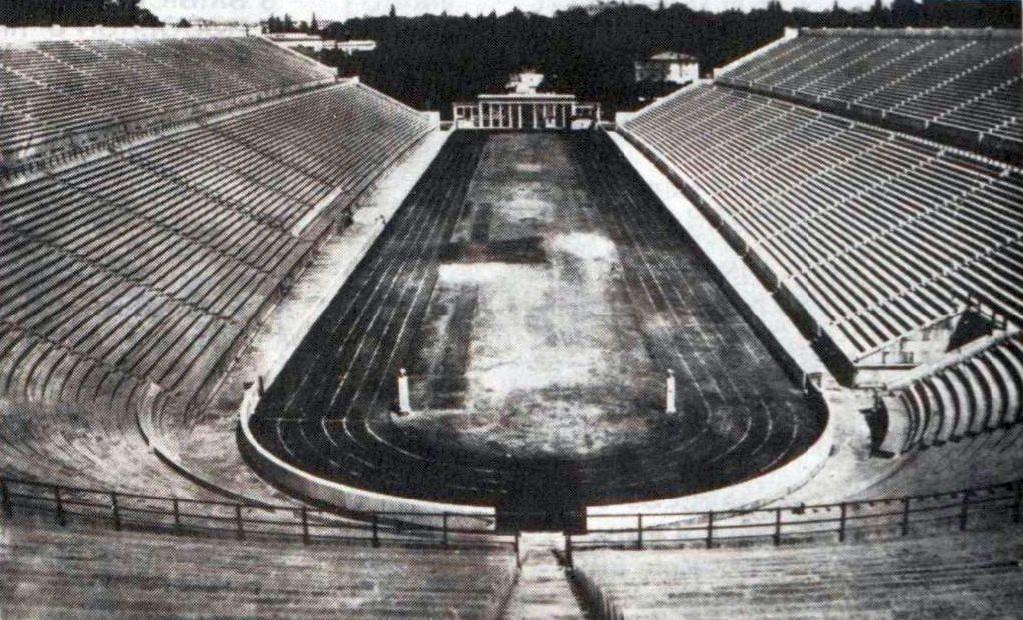
Das Panathinaiko-Stadion, 1896

Das Panathinaiko-Stadion ist ein Wiederaufbau des antiken Athener Stadions aus dem Jahr 330 v. Chr., in dem die antiken „Panathenäischen Spiele“ ausgetragen wurden. Neben den Leichtathletikwettkämpfen wurden auch die Wettbewerbe im Gewichtheben, Ringen und Turnen im Panathinaiko-Stadion durchgeführt. Die Hufeisenform hatte innen eine Länge von 236 Metern, die Laufbahn war während der Spiele 333,33 Meter lang. Der Architekt Anastasios Metaxas verwendete bei der Rekonstruktion nach Plänen von Ernst Ziller alle erhaltenen Elemente. Da die Zeit knapp wurde, verzichtete man auf die Marmorverkleidung der ganzen Tribüne, und baute eine provisorische aus Holz. Diese war so eingebettet, dass sie aus der Ferne nicht als solche zu erkennen war. Zusätzlich wurde sie weiß gestrichen. Das Stadion hatte etwa 69.000 Plätze, davon 50.000 Sitzplätze. Für die ersten Olympischen Spiele wird eine Gesamtzuschauerzahl von etwa 312.000 geschätzt. Es soll 30 bis 40 akkreditierte Journalisten gegeben haben, darunter acht Fotografen.
Nach zeitgenössischen Berichten war Athen während der Dauer der Spiele jede Nacht beleuchtet. Es fanden Fackelumzüge statt, Kapellen spielten die Nationalhymnen der einzelnen Länder, Studenten besuchten die verschiedenen Mannschaftsquartiere und brachten den Mannschaften Ovationen. Allerdings gab es auch organisatorische Probleme: Das gesamte Veranstaltungsprogramm und die Einladungen zu Abendveranstaltungen waren in Griechisch verfasst. Darüber hinaus galt in Griechenland noch der Julianische Kalender, so dass die angereisten Athleten oft Mühe hatten, das richtige Wettkampfdatum zu ermitteln.

## Teilnehmer
Die Spiele fanden unter strikten Amateurregeln statt – eine Bestimmung, die schon damals für einige Kontroversen sorgte, da die genaue Definition dessen, was ein Amateur ist, von Land zu Land verschieden war. Erst die verbindliche Anwendung der Regeln der internationalen Dachverbände (soweit es sie schon gab) sowie der persönliche Einsatz des Kronprinzen und obersten Schiedsrichters der Spiele verhinderten mehrmals einen Eklat. Ausnahmen wurden dem Fechten gewährt, für professionelle Fechtmeister im Offiziersrang wurde ein zusätzlicher Wettbewerb veranstaltet; Schützen erhielten in allen europäischen Staaten erhebliche Sach- bzw. Geldpreise, wurden aber als Amateure behandelt. Athleten aus Australien galten nur dann als Amateure, wenn sie z. B. als Studenten die Überfahrt selbst bezahlt hatten, da sie sonst während der monatelangen Überfahrt von ihrem Verein/Verband gelebt hätten, was ebenfalls den Amateurregeln widersprach.
Das größte Team stellten die Griechen, gefolgt von den Deutschen, den Amerikanern und den Franzosen. Die Teilnehmer waren nicht in Nationalteams organisiert und es fanden nur in Ausnahmefällen Qualifikationswettkämpfe statt. Für Großbritannien beispielsweise traten zwei Angestellte der Botschaft in Athen an. An den ersten Olympischen Spielen entzündeten sich auch nationalistische Konflikte. So nahmen die Turner in Frankreich, Belgien und dem Deutschen Reich eine kompromisslos oppositionelle Haltung gegen eine gemeinsame Veranstaltung mit den als proletarisch und englisch verschrienen übrigen Sportarten ein. Im Deutschen Reich erschienen kurz vor Meldeschluss Zeitungsartikel, die versuchten, die Olympischen Spiele als französisch-griechische und somit für Deutsche unwürdige Veranstaltung zu denunzieren – durchaus mit einigem Erfolg. Die 21 deutschen Sportler, die trotzdem nach Athen reisten, erhielten von der Deutschen Turnerschaft einen Verweis. Das Streben nach Höchstleistung galt als gesundheitsgefährdend, unästhetisch und unsozial.

### Teilnehmer

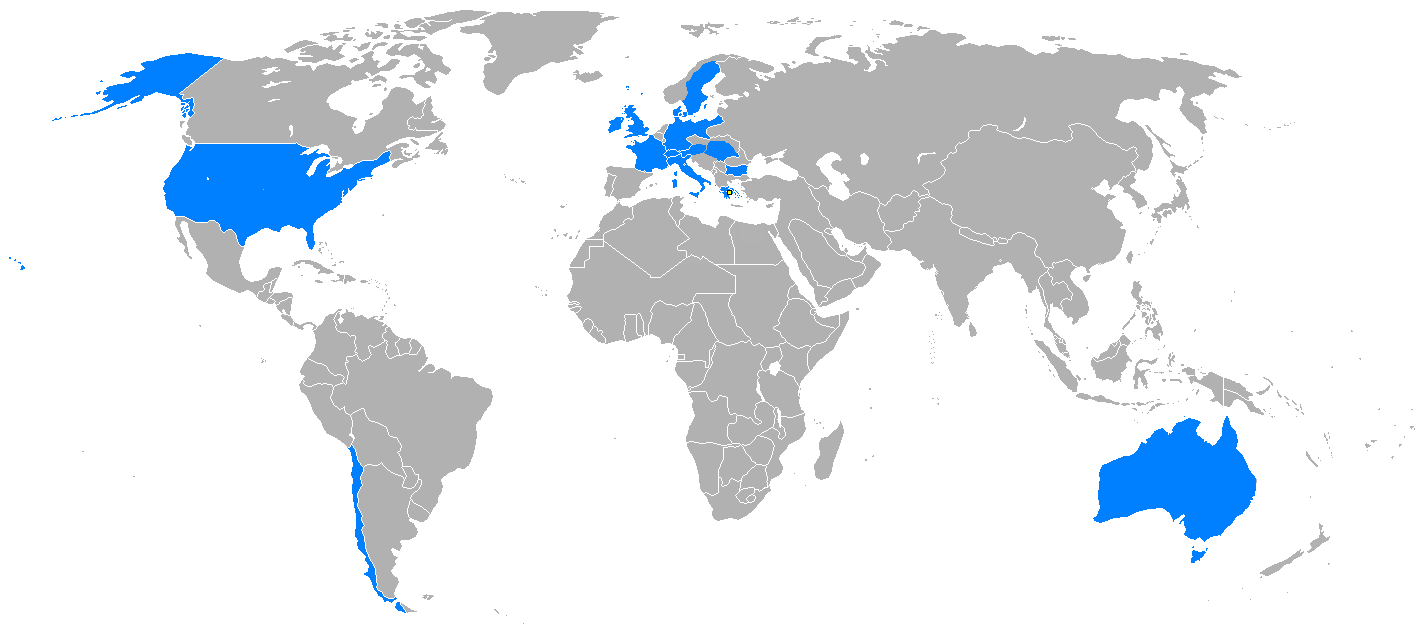
Teilnehmende Nationen 1896

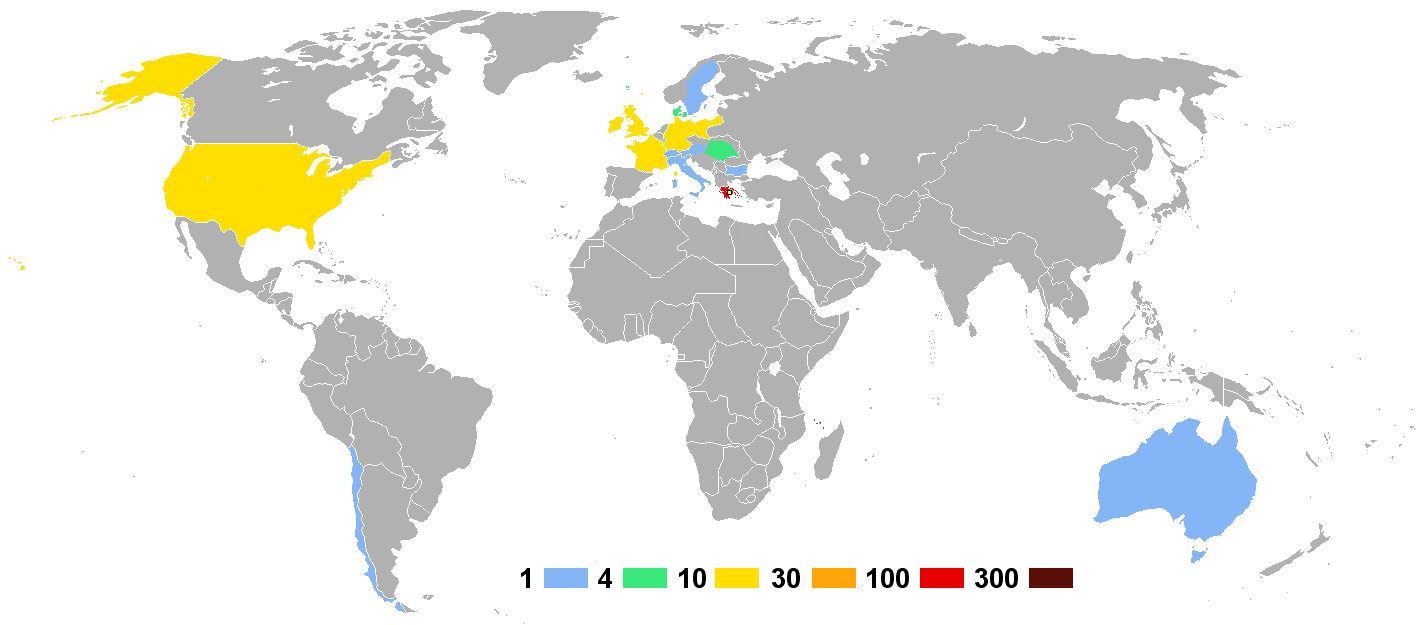
Anzahl der Athleten

Es nahmen 241 Athleten teil. Frauen waren nicht zugelassen, durften aber, anders als bei den antiken Spielen, zuschauen. Das Konzept von nationalen Mannschaften spielte bis zu den Olympischen Zwischenspielen 1906 in Athen in der olympischen Bewegung keine große Rolle. Je nach Quelle nahmen 1896 zehn bis fünfzehn Nationen teil, wobei die meisten Quellen von den folgenden vierzehn Ländern ausgehen (in Klammern die Anzahl der Athleten):
| Europa (163 Athleten aus 11 Nationen)                                   | Europa (163 Athleten aus 11 Nationen)                                                | Europa (163 Athleten aus 11 Nationen)     |
| ----------------------------------------------------------------------- | ------------------------------------------------------------------------------------ | ----------------------------------------- |
| - Bulgarien (1) - Dänemark (4) - Deutsches Reich (19) - Frankreich (12) | - Griechenland (102) - Großbritannien (11) - Königreich Italien (1) - Österreich (3) | - Schweden (1) - Schweiz (2) - Ungarn (7) |
| Amerika (15 Athleten aus 2 Nationen)                                    |                                                                                      |                                           |
| - Chile (1)                                                             | - Vereinigte Staaten (14)                                                            |                                           |
| Ozeanien (1 Athlet aus 1 Nation)                                        |                                                                                      |                                           |
| - Australien (1)                                                        |                                                                                      |                                           |
| Sonstige (8 Athleten)                                                   |                                                                                      |                                           |
| - Gemischte Mannschaft (8)                                              |                                                                                      |                                           |
| (Anzahl der Athleten)                                                   |                                                                                      |                                           |

Einige Quellen bezeichnen den in Alexandria lebenden Dionysios Kasdaglis als Vertreter Ägyptens, die meisten jedoch (darunter auch das IOC) als Vertreter Griechenlands. Die zwei Athleten aus Smyrna zählen in fast allen Quellen als Griechen. Obwohl Australien damals noch ein integraler Bestandteil des Vereinigten Königreichs war, wird Edwin Flack in den Statistiken als Australier geführt. Österreich und Ungarn waren zwar Bestandteile des Staates Österreich-Ungarn, doch wurden die Resultate von Sportlern dieser Länder in den Statistiken getrennt geführt. Zu den ungarischen Resultaten werden gemäß der damaligen territorialen Ausdehnung Ungarns auch jene von Athleten aus der Vojvodina und der Slowakei hinzugerechnet.
Das Nationale Olympische Komitee Chiles macht geltend, ein Leichtathlet namens Luis Subercaseaux habe an den Leichtathletikwettbewerben über 100, 400 und 800 Meter teilgenommen. Sein Name wird aber im offiziellen Bericht nicht erwähnt. Belgien und Russland hatten Teilnehmer gemeldet, zogen diese dann jedoch vor Beginn der Spiele zurück.

### Herausragende Sportler
| Die erfolgreichsten Teilnehmer | Die erfolgreichsten Teilnehmer | Die erfolgreichsten Teilnehmer | Die erfolgreichsten Teilnehmer | Die erfolgreichsten Teilnehmer | Die erfolgreichsten Teilnehmer | Die erfolgreichsten Teilnehmer | Die erfolgreichsten Teilnehmer |
| Platz                          | Athlet                         | Land                           | Sportart                       | Silber                         | Bronze                         | 3. Platz                       | Gesamt                         |
| ------------------------------ | ------------------------------ | ------------------------------ | ------------------------------ | ------------------------------ | ------------------------------ | ------------------------------ | ------------------------------ |
| 1                              | Carl Schuhmann                 | GER                            | Turnen Ringen (Gewichtheben)   | 4                              | —                              | —                              | 4                              |
| 2                              | Hermann Weingärtner            | GER                            | Turnen                         | 3                              | 2                              | 1                              | 6                              |
| 3                              | Alfred Flatow                  | GER                            | Turnen                         | 3                              | 1                              | —                              | 4                              |
| 4                              | Paul Masson                    | FRA                            | Radsport                       | 3                              | —                              | —                              | 3                              |
| 5                              | Robert Garrett                 | USA                            | Leichtathletik                 | 2                              | 2                              | —                              | 4                              |
| 6                              | Fritz Hofmann                  | GER                            | Leichtathletik Turnen          | 2                              | 1                              | 1                              | 4                              |

Anmerkung: Die Medaillen der deutschen Turner stammen zum Teil aus Mannschaftswettbewerben. Somit ergibt sich eine höhere Anzahl von Medaillen als im Medaillenspiegel der Nationen.
Jüngster Teilnehmer war der zehnjährige griechische Turner Dimitrios Loundras. Der älteste war der amerikanische Schütze Charles Waldstein mit 40 Jahren. Der jüngste Olympiasieger war der Grieche Ioannis Malokinis, der im Alter von 16 Jahren das Schwimmen für Matrosen gewann, der älteste der griechische Schütze Georgios Orfanidis mit 36 Jahren.

## Medaillen

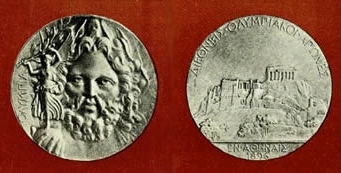
Siegermedaille

Die Olympiasieger erhielten eine Silbermedaille und einen Olivenzweig. Die Silbermedaille war auf einer Seite mit dem Bild der Akropolis versehen, auf der anderen mit dem Gesicht von Zeus. Zweitplatzierte wurden mit Bronzemedaillen und Olivenzweigen geehrt. Einige Literaturstellen sprechen bei der Ehrung des Zweitplatzierten von Medaillen aus Kupfer und einem Lorbeerzweig. Die Drittplatzierten gingen leer aus, da die finanziellen Mittel der Organisatoren nicht mehr zuließen. Alle Siegerehrungen fanden am Schlusstag unter strömendem Regen statt. Die heute übliche Goldmedaille und die Ehrung der ersten Drei wurde erst 1904 eingeführt. Das IOC hat die zeitgenössischen Platzierungen mittlerweile als Gold-, Silber- und Bronzemedaillen anerkannt.

## Wettkampfprogramm
Bei den ersten Olympischen Spielen wurden 43 Wettbewerbe in 9 Sportarten/10 Disziplinen ausgetragen. Alle Wettkämpfe standen nur Männern offen.
- Fechten wurde mit Florett Einzel, Säbel Einzel und Florett für Fechtmeister für Männer olympisch.
- Gewichtheben wurde nicht in Gewichtsklassen unterteilt, aber es gab einen einarmigen und beidarmigen Wettkampf.
- Leichtathletik war mit 100 m, 400 m, 800 m, 1500 m, 110 m Hürden, Marathon, Hochsprung, Stabhochsprung, Weitsprung, Dreisprung, Kugelstoßen und Diskuswurf im olympischen Programm in Athen 1896.
- Radsport war mit Sprint, 10 km, 100 km, 12-Stunden-Rennen, Zeitfahren und einem Straßenrennen im Programm vertreten.
- Ringen war mit einer offenen Gewichtsklasse im griechisch-römischen Stil im Programm.
- Im Schießen gab es Wettkämpfe in Schnellfeuerpistole, Armeegewehr 200 m, Armeegewehr beliebige Position 300 m, Armeepistole 25 m und Freie Pistole 50 m.
- Schwimmen war mit 100 m Freistil, 500 m Freistil, 1200 m Freistil und 100 m Matrosenschwimmen im olympischen Programm in Athen 1896.
- Tennis war mit Herreneinzel und Herrendoppel in Athen 1896 vertreten
- Turnen war mit Barren, Pauschenpferd, Reck, Ringe, Sprung und Tauhangeln für Männer im olympischen Programm – es gab auch Mannschaftswettbewerbe in Barren und Reck.
- Weiterhin waren Wettkämpfe im Fußball, Cricket, Rudern und Segeln geplant, die aber wegen der Witterung oder mangels ausreichender Teilnehmerzahl abgesagt wurden.

### Olympische Sportarten/Disziplinen
- Fechten Gesamt (3) = Männer (3)
- Gewichtheben Gesamt (2) = Männer (2)
- Leichtathletik Gesamt (12) = Männer (12)
- Radsport
  -  Bahn Gesamt (5) = Männer (5)
  -  Straße Gesamt (1) = Männer (1)
- Ringen Gesamt (1) = Männer (1)
- Schießen Gesamt (5) = Männer (5)
- Schwimmen Gesamt (4) = Männer (4)
- Tennis Gesamt (2) = Männer (2)
- Turnen Gesamt (8) = Männer (8)

Anzahl der Wettkämpfe in Klammern

### Zeitplan
| Zeitplan        | Zeitplan       | Zeitplan | Zeitplan | Zeitplan | Zeitplan | Zeitplan | Zeitplan | Zeitplan | Zeitplan | Zeitplan | Zeitplan | Zeitplan           |
| Disziplin       | Disziplin      | Mo. 6.   | Di. 7.   | Mi. 8.   | Do. 9.   | Fr. 10.  | Sa. 11.  | So. 12.  | Mo. 13.  | Di. 14.  | Mi. 15.  | Ent- schei- dungen |
| Disziplin       | Disziplin      | April    | April    | April    | April    | April    | April    | April    | April    | April    | April    | Ent- schei- dungen |
| --------------- | -------------- | -------- | -------- | -------- | -------- | -------- | -------- | -------- | -------- | -------- | -------- | ------------------ |
| Eröffnungsfeier |                |          |          |          |          |          |          |          |          |          |          |                    |
| Fechten         | Fechten        |          | 2        |          | 1        |          |          |          |          |          |          | 3                  |
| Gewichtheben    | Gewichtheben   |          | 2        |          |          |          |          |          |          |          |          | 2                  |
| Leichtathletik  | Leichtathletik | 2        | 4        |          | 1        | 5        |          |          |          |          |          | 12                 |
| Radsport        | Bahn           |          |          | 1        |          |          | 3        |          | 1        |          |          | 5                  |
| Radsport        | Straße         |          |          |          |          |          |          | 1        |          |          |          | 1                  |
| Ringen          | Ringen         |          |          |          |          |          | 1        |          |          |          |          | 1                  |
| Schießen        | Schießen       |          |          |          | 1        | 1        | 3        |          |          |          |          | 5                  |
| Schwimmen       | Schwimmen      |          |          |          |          |          | 4        |          |          |          |          | 4                  |
| Tennis          | Tennis         |          |          |          |          |          | 2        |          |          |          |          | 2                  |
| Turnen          | Turnen         |          |          |          | 6        | 2        |          |          |          |          |          | 8                  |
| Schlussfeier    |                |          |          |          |          |          |          |          |          |          |          |                    |
| Entscheidungen  | Entscheidungen | 2        | 8        | 1        | 9        | 8        | 13       | 1        | 1        |          |          | 43                 |
| Disziplin       | Disziplin      | Mo. 6.   | Di. 7.   | Mi. 8.   | Do. 9.   | Fr. 10.  | Sa. 11.  | So. 12.  | Mo. 13.  | Di. 14.  | Mi. 15.  |                    |
| Disziplin       | Disziplin      | April    |          |          |          |          |          |          |          |          |          |                    |

Farblegende

## Zeremonien

### Eröffnungsfeier

Eröffnungsfeier

Am 6. April wurden die ersten Olympischen Spiele der Neuzeit offiziell eröffnet. Das Panathinaiko-Stadion war bis auf den letzten Platz gefüllt, unter den Zuschauern war auch die griechische Königsfamilie. Die meisten teilnehmenden Athleten hatten sich im Innenraum versammelt und waren nach ihrer Nationalität gruppiert. Nach einer Ansprache des Präsidenten des Organisationskomitees, Kronprinz Konstantin I., eröffnete dessen Vater, König Georg I., die Spiele:

„Ich erkläre die ersten internationalen Olympischen Spiele in Athen für eröffnet. Lang lebe die Nation. Lang lebe das griechische Volk.“

Anschließend trugen neun Marschkapellen und 150 Chorsänger die olympische Hymne vor. Spyros Samaras hatte sie komponiert, Kostis Palamas schrieb den Text dazu. Die Hymne stieß auf Zustimmung und das Publikum forderte eine Zugabe.
Die Eröffnungsfeiern bei Olympischen Spielen beinhalten heute noch Elemente dieser kurzen und schlichten Feier. Das Staatsoberhaupt des Gastgeberlandes eröffnet noch immer offiziell die Spiele und auch die olympische Hymne, die seit 1958 einen offiziellen Status hat, wird gespielt. Andere Elemente wie der Einmarsch der Athleten, der olympische Fackellauf und der olympische Eid kamen erst bei späteren Austragungen hinzu.

### Schlussfeier
Die Schlussfeier fand am Mittwoch, dem 15. April, im Stadion statt. Ursprünglich hätte sie am Dienstag stattfinden sollen, doch heftiger Regen hatte die Veranstaltung verhindert. Wieder nahm die königliche Familie an der Zeremonie teil. Diese begann mit der griechischen Nationalhymne. Anschließend trug der britische Leichtathlet und Oxford-Student George Stuart Robertson, der Vierter im Kugelstoßen und Sechster im Diskuswurf geworden war, eine selbst verfasste Ode nach antikem Vorbild vor. Der König war davon derart begeistert, dass er Robertson spontan mit einem Lorbeerzweig ehrte.
Daraufhin ehrte der König die erfolgreichen Sportler. Die Sieger erhielten Silbermedaillen, Olivenzweige und Urkunden, die Zweitplatzierten Bronzemedaillen, Lorbeerzweige und Urkunden. Einzelne Gewinner erhielten auch Sonderpreise. Zu ihnen gehörte Spyridon Louis: Er erhielt von Michel Bréal, dem Erfinder des Marathonlaufs, einen Pokal. Louis führte danach die Ehrenrunde der Medaillengewinner durch das Stadion an, unter den Klängen der olympischen Hymne. Schließlich beendete der König formell die Veranstaltung, mit den Worten:

„Ich erkläre die ersten internationalen Olympischen Spiele für beendet.“

## Wettbewerbe

### Durchzuführende Wettkämpfe
Beim Kongress von 1894 in Paris hatten sich die Delegierten auf eine höhere Anzahl von Sportarten geeinigt, als dann tatsächlich ausgetragen wurden. Die erste Version der offiziellen Ankündigung beinhaltete zum Beispiel auch Turniere für Fußball und Cricket, doch wurden diese Sportarten wieder aus dem Programm gestrichen.
Die Ruderwettkämpfe hätten im Hafen von Piräus, an der Bucht von Phaleron, stattfinden sollen. Am geplanten Wettkampftag, dem 13. April, herrschte jedoch starker Wind und heftiger Regen, was eine Ausrichtung der sieben Wettbewerbe verhinderte. Betroffen hiervon waren auch die beiden deutschen Sportler Berthold Küttner und Alfred Jäger, die als einzige zum Start angetreten waren und dafür vom Kronprinzen mit Bronzemedaillen ausgezeichnet wurden. Segeln wurde ebenfalls abgesagt, weil gemäß dem offiziellen Bericht „weder geeignete Boote vorhanden waren noch fremde zur Verfügung gestellt wurden“.

### Leichtathletik

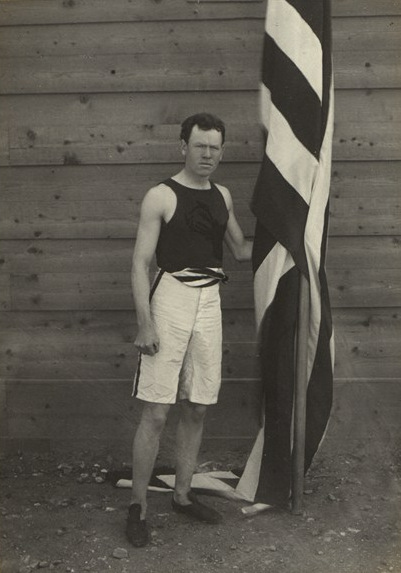
James Connolly wurde im Dreisprung erster Olympiasieger der Neuzeit

Sämtliche Leichtathletikwettbewerbe fanden im Panathinaiko-Stadion statt. Bei diesen waren mit Abstand die meisten Nationen vertreten, nämlich neun. Die Amerikaner, deren Mannschaft aus lediglich zehn Athleten (darunter nur ein einziger Landesmeister) bestand, stellten bei neun von zwölf Wettbewerben den Olympiasieger. Es wurden keine Weltrekorde aufgestellt, da zahlreiche erfolgreiche Athleten gar nicht angetreten waren und die engen Kurven des Stadions keine Spitzenzeiten zuließen.
Der allererste Sieger des olympischen Ereignisses war Francis Lane (USA), der einen Vorlauf über 100 Meter in 12,5 Sekunden gewann. Erster Olympiasieger der Neuzeit war James Connolly aus den Vereinigten Staaten, der den Dreisprungwettkampf mit über einem Meter Vorsprung für sich entschied. Die Harvard University hatte ihrem Studenten keine Erlaubnis gewährt, nach Athen zu reisen. Um dennoch teilnehmen zu können, exmatrikulierte er sich selbst; 1949 verlieh ihm seine Universität die Ehrendoktorwürde.
Robert Garrett, ein Student der Princeton University, gewann neben dem Kugelstoßen auch den Wettbewerb im Diskuswurf. Letztere Disziplin war noch nie zuvor an internationalen Wettkämpfen ausgetragen worden. Garrett hatte einen Schmied damit beauftragt, nach einer wissenschaftlichen Zeichnung einen Diskus herzustellen. Er wog rund zehn Kilogramm und erwies sich als zu schwer, um damit werfen zu können. Als Robert Garrett erfuhr, dass der im Wettkampf verwendete Diskus nur zwei Kilogramm wog, meldete er sich trotzdem an. Zur Enttäuschung der griechischen Zuschauer, die ihre Athleten für unschlagbar hielten, gewann der Amerikaner den Wettbewerb.
Der bedeutendste Wettbewerb aus Sicht der Gastgeber war der neu eingeführte Marathonlauf. Er entsprang der Legende des Pheidippides, der den Athenern die Nachricht vom Sieg über die Perser bei der Schlacht bei Marathon gemeldet haben und danach vor Erschöpfung gestorben sein soll. Im Stadion selbst warteten 50.000 Zuschauer, die Hügel rund um das Stadion waren dicht gesäumt. Jubel brach aus, als Spyridon Louis, ein Wasserträger aus Marousi, als Erster im Stadion ankam. Die griechischen Prinzen Constantin und George begleiteten ihn auf der letzten Runde. Louis’ offizielle Laufzeit betrug 2 Stunden, 58 Minuten und 50 Sekunden. Louis trat zwar nach dem Olympiasieg nie mehr zu einem Rennen an, wurde aber zu einem Nationalhelden. Privatleute überhäuften ihn mit Geschenken, darunter ein „Marathonischer Acker“ genanntes Feld, für dessen Erwerb die griechische Gemeinde Londons gesammelt hatte.

### Fechten
Die Wettkämpfe im Fechten fanden in der Zappeion-Halle statt. Anders als bei den übrigen Sportarten waren beim Fechten auch Profis teilnahmeberechtigt. Diese sogenannten Fechtmeister galten als Inbegriff der Ehrenhaftigkeit und genossen deshalb dasselbe Ansehen wie Amateure. Vier Wettbewerbe waren angesetzt, doch das Turnier der Degenfechter wurde aus unbekannten Gründen abgesagt. Ein Franzose, Eugène-Henri Gravelotte, siegte im Florettfechten, während die beiden anderen Wettbewerbe, Säbelfechten und Degen für Fechtmeister, von Griechen gewonnen wurden. Fechtmeister Leonidas Pyrgos war der erste griechische Olympiasieger der Neuzeit.

### Gewichtheben

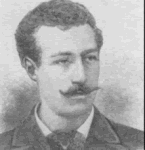
Launceston Elliot wurde Olympiasieger im einarmigen Gewichtheben

Das Gewichtheben war Ende des 19. Jahrhunderts eine relativ neue Sportart, und es gab noch keine international festgelegten Regeln und auch keine Gewichtsklassen. Die zwei olympischen Wettbewerbe fanden unter freiem Himmel im Innenfeld des Panathinaiko-Stadions statt.
Der erste Wettkampf war das beidarmige Gewichtheben. Der aus dem Vereinigten Königreich stammende Launceston Elliot und der Däne Viggo Jensen schafften dasselbe Gewicht. Doch die Jury entschied, dass Jensen den „besseren Stil“ gezeigt habe und erklärte den Dänen zum Sieger. Die britische Delegation, die mit dieser Regel nicht vertraut war, legte Protest ein. Beide Athleten traten zu einer weiteren Runde an, doch keiner konnte seine Leistung verbessern, und am Klassement änderte sich nichts.
Launceston Elliot revanchierte sich beim einarmigen Gewichtheben, das unmittelbar danach stattfand. Jensen hatte sich bei seinem letzten zweihändigen Versuch leicht verletzt und wurde lediglich Zweiter. Das griechische Publikum war sehr angetan von Elliots Leistung und auch von seinem attraktiven Äußeren. Eine „Dame in hoher Position“, die dem Wettkampf zugeschaut hatte, soll ihm angeblich einen Heiratsantrag gemacht haben.

### Radsport
Austragungsort der Bahnradwettbewerbe war das neu erbaute Velodrom Neo Faliro. Das Straßenrennen war 87 Kilometer lang, es führte von Athen nach Marathon und wieder zurück.
Der Dominator der Bahnrennen war der Franzose Paul Masson, der das Zeitfahren über eine Bahnrunde, den 2000-Meter-Sprint und das 10.000-Meter-Rennen gewann. Beim 100-Kilometer-Bahnrennen war Masson als Schrittmacher für seinen Landsmann Léon Flameng im Einsatz, der trotz eines Sturzes und einer Panne gewann. Der österreichische Fechter Adolf Schmal siegte im 12-Stunden-Rennen, das nur von zwei Fahrern beendet wurde, während der Grieche Aristidis Konstantinidis das Straßenrennen gewann.

### Ringen
Beim einzigen, im Panathinaiko-Stadion ausgetragenen Wettkampf im Ringen gab es keine Gewichtsklassen, so dass Athleten unterschiedlichster Statur gegeneinander antraten. Die Regeln waren ähnlich wie jene des heutigen griechisch-römischen Stils. Es gab allerdings keine zeitliche Beschränkung, und im Gegensatz zu heute waren nicht alle Beingriffe untersagt.
Abgesehen von den zwei griechischen Ringern hatten alle Teilnehmer zuvor an anderen olympischen Wettkämpfen teilgenommen. Launceston Elliot, der Sieger im Gewichtheben traf beispielsweise auf Turnolympiasieger Carl Schuhmann. Letzterer siegte mit Leichtigkeit und traf im Finale auf den Griechen Georgios Tsitas. Der Kampf musste nach 40 Minuten wegen einbrechender Dunkelheit abgebrochen und am darauf folgenden Morgen neu angesetzt werden. Schuhmann benötigte schließlich noch eine Viertelstunde für den Sieg.

### Schießen
Die Schießwettbewerbe wurden auf dem Schießstand Skopeftirion im Vorort Kallithea ausgetragen. Es gab fünf Wettbewerbe, zwei für Gewehre und drei für Pistolen.
Erster Wettbewerb war das Militärgewehrschießen über 200 Meter. Der Sieger Pantelis Karasevdas war der einzige, der mit allen Schüssen das Ziel traf. Der zweite Wettbewerb, das Militärpistolenschießen, wurde von zwei amerikanischen Brüdern dominiert, John Paine und Sumner Paine. Um die Gastgeber vor einer weiteren Blamage zu bewahren, beschlossen die Brüder, dass nur einer von ihnen im freien Pistolenschießen antreten würde. Sumner Paine gewann den Wettbewerb und war der erste Verwandte eines Olympiasiegers, der selbst Olympiasieger wurde.
Die Paine-Brüder nahmen nicht am 25-Meter-Pistolenschießen teil, weil die Jury befand, ihre Waffen entsprächen nicht dem erforderlichen Kaliber. Diesen Wettbewerb gewann Ioannis Frangoudis, der darüber hinaus beim freien Gewehrschießen Zweiter wurde. Wegen der einbrechenden Dunkelheit konnte der Wettbewerb, der am selben Tag wie das Pistolenschießen stattfand, nicht rechtzeitig beendet werden. Der Wettbewerb ging am darauf folgenden Morgen weiter und wurde schließlich von Georgios Orfanidis gewonnen.

### Schwimmen

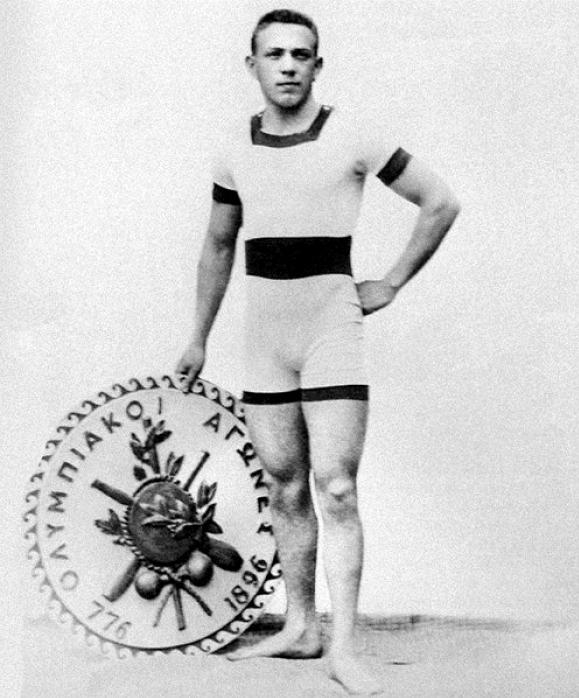
Alfréd Hajós wurde Olympiasieger über 100 und 1200 Meter

Da es noch keine Schwimmbecken oder -hallen für die Wettkämpfe gab, mussten die Wettbewerbe im Schwimmsport im offenen Meer in der Bucht von Zea in der Nähe von Piräus ausgetragen werden. Die Wassertemperatur betrug lediglich 13 °C. Es waren 19 Schwimmer aus vier Ländern gemeldet. Alle vier Wettbewerbe fanden am selben Tag statt, wegen des dicht gedrängten Zeitplans war es deshalb keinem Athleten möglich, an allen Wettbewerben teilzunehmen.
Alfréd Hajós aus Ungarn war zweimal am Start und gewann die Rennen über 100 Meter Freistil und 1200 Meter Freistil, letzteres mit einem Vorsprung von über zweieinhalb Minuten. 28 Jahre später wurde Hajós einer von nur zwei Athleten, die auch in einem olympischen Kunstwettbewerb eine Medaille gewannen.
Ein Kuriosum war das 100-Meter-Matrosenschwimmen. An diesem Wettbewerb durften nur Matrosen der im Hafen von Piräus liegenden griechischen Kriegsschiffe teilnehmen. Von elf gemeldeten „Sportlern“ traten nur drei an. Obwohl die Beschränkung des Teilnehmerfelds eigentlich der olympischen Idee widersprach, wurde der offizielle Charakter des Rennens später nie angezweifelt, weder von Pierre de Coubertin noch von anderen einflussreichen Mitgliedern des IOC.

### Tennis

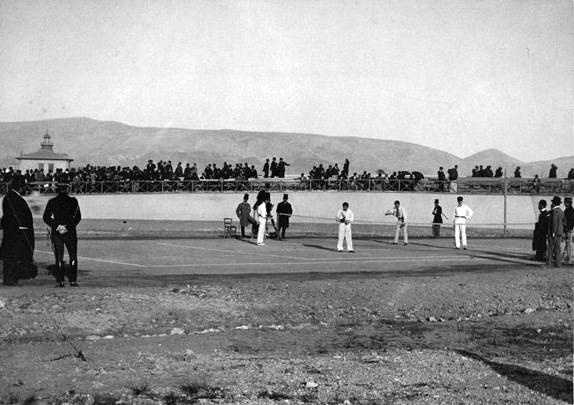
Tennis Doppelfinale der Olympischen Spiele 1896

Obwohl Tennis bereits Ende des 19. Jahrhunderts zu den bedeutendsten Sportarten überhaupt zählte, war keiner der weltbesten Spieler zum olympischen Turnier angetreten. Dieses fand auf den Plätzen des Athens Lawn Tennis Club sowie auf dem Innenfeld des Velodroms statt.
Der Ire John Pius Boland – Irland gehörte noch komplett zum Vereinigten Königreich – der zufälligerweise in Athen im Urlaub war, wurde von einem griechischen Freund für das Turnier angemeldet – und gewann es mit Leichtigkeit. In der ersten Runde hatte er den Deutschen Friedrich Adolf Traun geschlagen, der zuvor im 800-Meter-Lauf ausgeschieden war. Boland und Traun beschlossen, am Doppelturnier teilzunehmen, das sie schließlich gewannen. Die errungene Silbermedaille wurde beiden Ländern zugeschrieben.

### Turnen
Die Turnwettkämpfe fanden im Innenfeld des Panathinaiko-Stadions statt. Aus dem Deutschen Reich war trotz Opposition der Deutschen Turnerschaft eine elfköpfige Mannschaft angereist, welche die Wettbewerbe dominierte. In der Mannschaftswertung am Barren wurden zwei griechische Teams besiegt, am Reck sind keine Konkurrenten angetreten. Drei Deutsche gewannen auch in mehreren Einzelwettbewerben: Hermann Weingärtner, der zudem zweimal Zweiter und einmal Dritter wurde, siegte am Reck. Alfred Flatow siegte am Barren, während Carl Schuhmann, der auch beim Ringen erfolgreich war, den Wettkampf im Pferdsprung gewann.
Drei Olympiasieger stammten aus anderen Ländern: Der Schweizer Louis Zutter gewann am Pauschenpferd, der Grieche Ioannis Mitropoulos an den Ringen, dessen Landsmann Nikolaos Andriakopoulos beim Tauklettern.

## Nachwirkung
Am 12. April, einem Sonntagmorgen, hatte König Georg I. ein Bankett für die Offiziellen und Athleten veranstaltet. Während seiner Tischrede machte er klar, dass seiner Meinung nach die Olympischen Spiele von nun an immer in Athen stattfinden sollten. Viele Beteiligte unterstützten das Anliegen des Königs. Die meisten amerikanischen Teilnehmer bekräftigten dies mit ihrer Unterschrift auf einem Brief an den Kronprinzen. Pierre de Coubertin hingegen lehnte diese Idee aufs Heftigste ab, weil er die internationale Rotation als Eckpfeiler der modernen olympischen Bewegung betrachtete. Aus diesem Grund fanden die nächsten Spiele in Paris statt, wie das IOC bereits 1894 beschlossen hatte, auch wenn diese Veranstaltung wegen der parallel durchgeführten Weltausstellung kaum beachtet werden sollte.